# Erwin Van Pottelberge
Erwin Van Pottelberge, né le 17 février 1970 à Anvers, résidant à Chièvres (province de Hainaut), est un auteur de bande dessinée et storyboarder belge néerlandophone.

## Biographie
Erwin Van Pottelberge naît le 17 février 1970 à Anvers. Il est élève au Collège Saint-Michel de Schoten (Anvers).
Il exerce son art dans l'animation. Il est lié, de 1994 jusqu'en 1998, au studio d'animation anversois Graphics & Animation.
De 1998 jusqu'en 2001, il habite et travaille à Los Angeles et coopère à des productions d’animations (ABC, NBC et Nickelodeon). Chez Klasky Csupo (Hollywood), il travaille en tant qu'artiste storyboard entre autres pour la série d'animation Rocket Power et The Wild Thornberrys | La Famille Delajungle.
Plus tard[Quand ?], il entre dans l'équipe de Rough Draft Studios (Glendale) pour la production d’animation Futurama.
Sa contribution la plus notoire est sur la série Les Simpson,, pour lequel il réalise aussi le storyboard pour la société Film Roman située au Nord d'Hollywood.
À partir de 2005, il fonde son propre studio. À côté des illustrations et de l’infographie en général, il travaille aussi à des productions audiovisuelles, à tous types de médias ainsi que le web. En 2012, il travaille comme caméraman pour la chaîne de télévision locale Notélé. En 2014, Van Pottelberge entame un projet en collaboration avec l'association Oscare et le Service public fédéral Intérieur : La Famille Burnout, bande dessinée de prévention incendie.
Comme auteur de bande dessinée, il est inconnu du public francophone en 2024.

### Vie privée
Erwin van Pottelberge réside à Chièvres dans la province de Hainaut.

## Filmographie
Van Pottelberge contribue comme layout artist aux productions suivantes :
- Ivanhoé (France Animation)
- Patrouille 03 (France Animation)
- Lit'l Elvis Jones and the Truckstoppers (Viskatoons - Australie)
- City mouse & Country mouse (Cinar - Canada)
- Pippi Longstocking [Fifi Brindacier] (Hahn Film - Berlin)
- The Magic Forest (Cinevox - Babelsberg)

Van Pottelberge contribue comme storyboard artist aux productions suivantes :
- Rocket Power[2] (Klasky Csupo - Hollywood)
- The Rugrats (Klasky Csupo - Hollywood)
- The Wild Thornberrys - La Famille Delajungle[2] (Klasky Csupo - Hollywood)
- Les Simpson (Film Roman - N.-Hollywood)
- Futurama (Rough Draft Studios - Glendale)

Il réalise également les décors pour la production : Sushi Pack (Disney TV-animations - CBS).

#### Article
- « Erwin Van Pottelberge, un flamand amoureux de la Wallonie », sur Notélé, 12 juin 2010 (consulté le 19 décembre 2022).